# الحزمة (مدغل الجدعان)

تعديل مصدري - تعديل

الحزمة هي إحدى قرى عزلة مدغل الجدعان بمديرية مدغل الجدعان التابعة لمحافظة مأرب، بلغ تعداد سكانها 177 نسمة حسب تعداد اليمن لعام 2004.